# Joseph Dente
Joseph Gottlieb Dente, nascut el 23 de gener de 1838 a Estocolm − mort el 24 de maig de 1905 a la mateixa ciutat, va ser un compositor, violinista i director d'orquestra suec.

## Biografia
Dente va estudiar amb Edouard Aubert i Franz Berwald a Estocolm i més tard amb Hubert Léonard a Brussel·les. Va esdevenir violinista a la Capella de la Cort el 1853 i concertista des del 1862. Els anys 1864-1885 també fou director de la capella de la cort.
Juntament amb Conrad Nordqvist, va ser líder del Musikföreningen a Estocolm 1885–1891. Va ser professor de composició i instrumentació al Conservatori de Música d'Estocolm entre 1882 i 1903 i va ser elegit el 28 de gener de 1870 com a membre número 433 de la Reial Acadèmia de Música. Va ser guardonat amb Litteris et Artibus el 1878.
Les composicions de Dente consisteixen en una simfonia en re menor, un concert per a violí, música de cambra i cançons i l'opereta I Marroc (1866).